# Chelidonieae
Chelidonieae — триба квіткових рослин родини макові (Papaveraceae). Триба об'єднує дев'ять родів, з них в Україні росте один вид чистотілу та два види мачків. Крім того у ботанічних садах вирощують бокконію та маклею.

## Класифікація
- Триба Chelidonieae Dumort.

- Bocconia L. — Бокконія
- Chelidonium L. — Чистотіл
- Dicranostigma Hook.f. & Thomson
- Glaucium Mill. — Мачок
- Eomecon Hance
- Hylomecon Maxim.
- Macleaya R.Br. — Маклея
- Sanguinaria L.
- Stylophorum Nutt.

| Гібіскус | Це незавершена стаття про квіткові рослини. Ви можете допомогти проєкту, виправивши або дописавши її. |